# NGC 11
NGC 11 è una galassia a spirale (Sa) situata in Andromeda. Possiede una declinazione di +37° 26' 53" e un'ascensione retta di 0 ore, 08 minuti e 42,3 secondi.
Fu scoperta il 24 ottobre 1881 da Édouard Jean-Marie Stephan.